# القوات المسلحة النيكاراغوية
القوات المسلحة النيكاراغوية (بالإسبانية: Fuerzas Armadas de Nicaragua)‏ هي القوات العسكرية في نيكاراغوا، وتتكون من ثلاثة فروع: البحرية والجيش والقوات الجوية.

## التاريخ

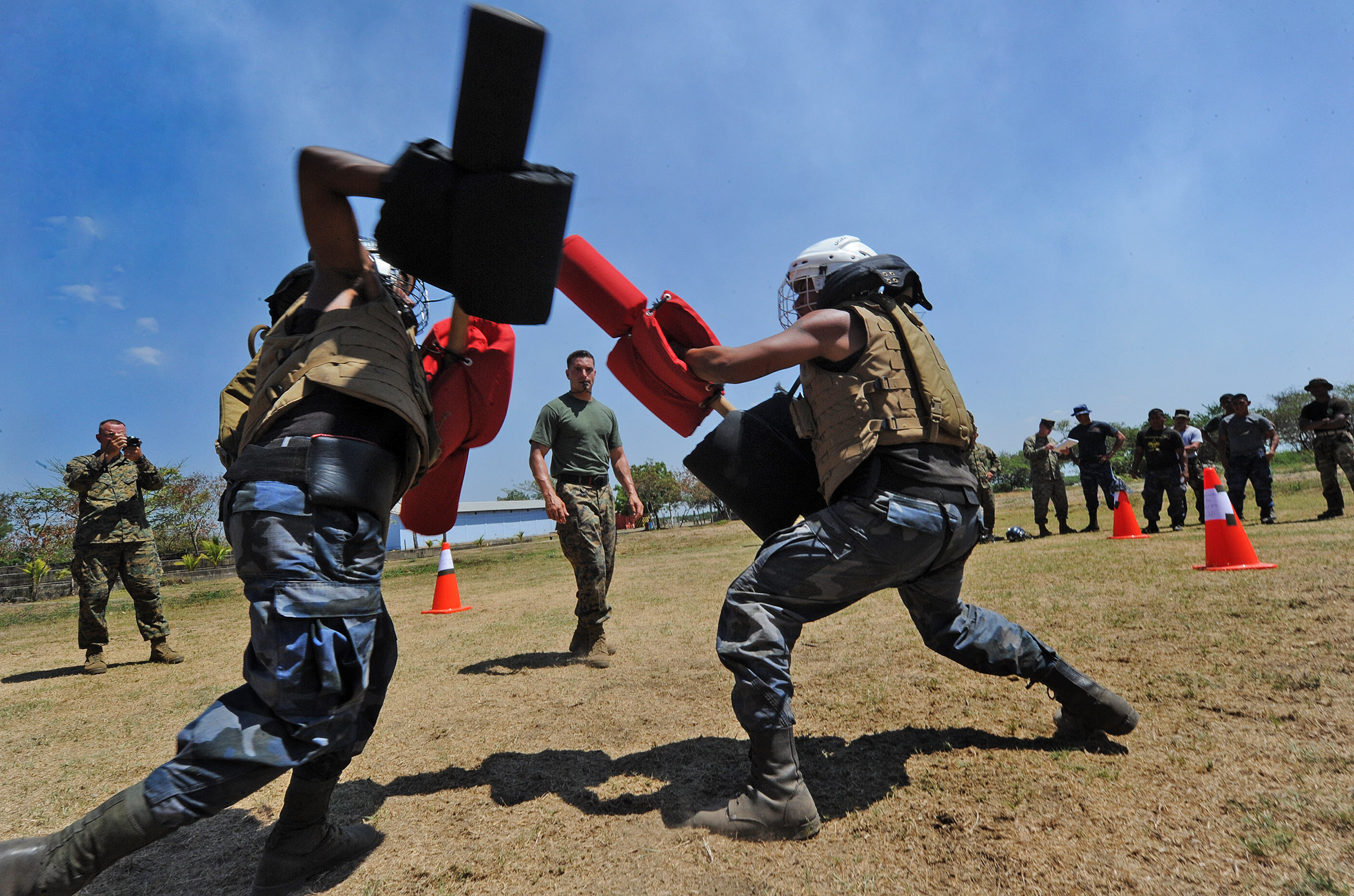
أفراد الجيش النيكاراغوي يتدربون خلال زيارة البحرية الأمريكية

### الحرس الوطني (1925 - 1979)
أدت سنوات الصراع الطويلة بين الفصائل السياسية الليبرالية والمحافظة ووجود جيوش خاصة إلى قيام الولايات المتحدة برعاية الحرس الوطني كمؤسسة غير سياسية لتولي جميع الوظائف العسكرية والشرطية في نيكاراجوا. قدم مشاة البحرية التدريب، لكن جهودهم تعقدت بسبب حركة حرب العصابات بقيادة أوغستو سيزار ساندينو. عارض ساندينو القوة العسكرية المدعومة من الولايات المتحدة، والتي كانت تتألف في الغالب من أعدائه السياسيين، واستمر في مقاومة مشاة البحرية والحرس الوطني الناشئ من معقل في المناطق الجبلية في شمال نيكاراجوا.
مع ظهور سياسة حسن الجوار للولايات المتحدة في عام 1933، انسحب مشاة البحرية. بعد أن وصل عدد أفراد الحرس إلى حوالي 3000 بحلول منتصف الثلاثينيات، تم تنظيم الحرس في وحدات سرية، على الرغم من أن مكون الحرس الرئاسي اقترب من حجم الكتيبة. على الرغم من الآمال في قوة غير سياسية، إلا أن الحرس الوطني سرعان ما أصبح الأداة الشخصية لسلالة سوموزا. بعد أن توسع إلى أكثر من 10000 خلال الحرب الأهلية في 1978-1979، يتكون الحرس من كتيبة معززة كوحدة تكتيكية أساسية، وكتيبة حرس رئاسي، وشركة ميكانيكية، وكتيبة مهندسين، وبطاريات مدفعية ومضادة للطائرات، وشركة أمنية واحدة في كل من أقسام البلاد الستة عشر.
كانت الأسلحة الرئيسية للحرس الوطني هي البنادق والرشاشات، والتي تم تعزيزها لاحقًا بالمدافع المضادة للطائرات وقذائف الهاون. وعلى الرغم من أن نيكاراجوا لم تشارك بنشاط في الحرب العالمية الثانية، إلا أنها كانت مؤهلة للحصول على مساعدات عسكرية بموجب اتفاقية الإعارة والتأجير الأمريكية في مقابل مرافق القاعدة الأمريكية في كورينتو. تبع ذلك شحنات إضافية من الأسلحة الصغيرة ومعدات النقل والاتصالات، بالإضافة إلى بعض طائرات التدريب والنقل الخفيفة.
استمرت المساعدات العسكرية الأمريكية للحرس الوطني بموجب معاهدة ريو دي جانيرو للدفاع المتبادل (1947)، لكنها توقفت في عام 1976 بعد تدهور العلاقات مع إدارة أناستاسيو سوموزا ديبايل (1967-1972، 1974-1979). كما تم شراء بعض المعدات الأمريكية من طراز الحرب العالمية الثانية من دول أخرى - سيارات مدرعة من طراز Staghound ودبابات متوسطة الحجم من طراز M4 Sherman من إسرائيل وطائرات مقاتلة من طراز F-51 Mustang من السويد. باستثناء المناوشات الحدودية البسيطة مع هندوراس في عام 1957 بسبب نزاع حدودي، لم يشارك الحرس الوطني في أي صراع مع جيرانه. ومع ذلك، اتسعت السلطة المحلية للحرس تدريجيًا لتشمل ليس فقط وظائف الأمن الداخلي والشرطة الأصلية ولكن أيضًا السيطرة على الجمارك والاتصالات ومرافق الموانئ والبث الإذاعي والبحرية التجارية والطيران المدني.

### الجيش في ظل حكومة الساندينيستا، 1979 — 1990
أنشأ السانديين جيشًا وطنيًا جديدًا ولاستبدال الحرس الوطني، وهو الجيش الشعبي السانديني (Ejército Popular Sandinista—EPS)، وقوة شرطة، وهي شرطة الساندينستا (Policía Sandinista). وعلى النقيض من معاهدة بونتاريناس الأصلية، كانت هاتان المجموعتان تحت سيطرة السانديين وتم تدريبهما من قبل أفراد من كوبا وأوروبا الشرقية والاتحاد السوفييتي. ولم تظهر المعارضة لنفوذ جبهة التحرير الوطني الساحق في قوات الأمن حتى عام 1980.

## الأعمال
- De León-Escribano، Carmen Rosa (يوليو 2011). "Capabilities of Police and Military Forces in Central America – A Comparative Analysis of Guatemala, El Salvador, Honduras and Nicaragua". Western Hemisphere Security Analysis Center. مؤرشف من الأصل في 2024-07-04 – عبر Florida International University.
- تتضمّنُ هذه المقالة نصوصًا مأخوذة من هذا المصدر، وهي في الملكية العامة: Merrill، Tim، المحرر (1994). Nicaragua: a country study (ط. 3rd). Washington, D.C.: Federal Research Division، مكتبة الكونغرس. ISBN:0-8444-0831-X. OCLC:30623751. مؤرشف من الأصل في 2025-02-03.